# إيزيدور فينشتاين ستون
إيزيدور فينشتاين ستون (بالإنجليزية: I. F. Stone)‏ (24 من ديسمبر 1907م ــ 18 من يونيو 1989م؛ إيزيدور فينشتاين اشتهر اسمه بـ إي إف ستون وإيزي ستون) هو صحفي استقصائي أمريكي عدو للتقاليد. ولقد اشتهر برسالته الإخبارية التي كان ينشرها ذاتيًا تحت عنوان آي إف ستون ويكلي، والتي نالت الترتيب السادس عشر في استطلاع رأي أجراه زملاؤه الصحفيون تحت عنوان «أفضل 100 عمل صحفي في الولايات المتحدة في القرن العشرين».

## الإرث
استعان الملحن سكوت جونسون كثيرًا بصوت ستون المسجل بمحاضرة تم إلقاؤها في عام 1981 في عمله الموسيقي الكبير، كيف حدث هذا (How It Happens)، والذي اكتمل في عام 1991 بناء على تفويض من مجموعة كرونوس الرباعية (Kronos Quartet).
كما ذكر المرشح الرئاسي الديمقراطي لعام 2008 جون إدواردز أن كتاب ستون محاكمة سقراط (The Trial of Socrates) يُعد واحدًا من كتبه الثلاثة المفضلة.
وفي 5 مارس، 2008، أعلنت مؤسسة نيمان للصحافة التابعة لجامعة هارفارد عن خططها لمنح جائزة تحمل اسم «ميدالية آي إف ستون السنوية لاستقلال الصحافة» إلى جانب ورشة عمل مرتبطة بها تحت عنوان «ورشة عمل آي إف ستون لتعزيز استقلال الصحافة».
وفي عام 2008، ابتكر مركز بارك للإعلام المستقل (Park Center for Independent Media) في مدرسة روي إتش بارك للإتصالات (Roy H. Park School of Communications) جائزة إيزي. وتذهب هذه الجائزة «للمَنفذ أوالصحفي أو المنتج المستقل نتيجة إسهاماته المقدمة في حضارتنا أو سياستنا أو الصحافة المبتكرة خارج نطاق هياكل الشركات التقليدية» وذلك فيما يتعلق بـ «الإنجازات المتميزة في الإعلام المستقل».

## روابط خارجية
- إيزيدور فينشتاين ستون على موقع IMDb (الإنجليزية)
- إيزيدور فينشتاين ستون على موقع الموسوعة البريطانية (الإنجليزية)
- إيزيدور فينشتاين ستون على موقع ميوزك برينز (الإنجليزية)
- إيزيدور فينشتاين ستون على موقع إن إن دي بي (الإنجليزية)